# Torneo Apertura 2016 (Chile)
El Campeonato Nacional de Primera División de la Asociación Nacional de Fútbol Profesional 2016-17  o simplemente Campeonato Nacional de Apertura Scotiabank (por razones de patrocinio) fue el segundo torneo del año 2016, de la Primera División del fútbol chileno y el primero de la temporada 2016-17, organizado por la Asociación Nacional de Fútbol Profesional de Chile (ANFP). Las novedades que presentó este torneo fueron las inclusiones de Deportes Temuco, que regresó a la máxima categoría del fútbol chileno, luego de 10 años y medio en el ascenso (pasando por la Primera B, Segunda División Profesional y Tercera División), después de coronarse campeón de la Primera B 2015-16 y Everton, que fue el ganador del segundo cupo de ascenso (tras derrotar en la final a Deportes Puerto Montt) y que, además, volvió a la máxima categoría luego de 2 años de ausencia.
Al igual que el torneo anterior Universidad Católica logró el título, consagrándose bicampeón por primera vez en su historia (Siendo tras Magallanes, Colo Colo, Cobreloa y Universidad de Chile, el quinto equipo chileno en ganar campeonatos de forma consecutiva).

## Sistema de campeonato
Se jugaron 15 fechas, bajo el sistema conocido como todos contra todos, en una sola rueda. En este torneo se observó el sistema de puntos, de acuerdo a la reglamentación de la Internacional F.A. Board, asignándose tres puntos al equipo que resultara ganador; un punto a cada equipo en caso de empate; y cero punto al perdedor.
El orden de clasificación de los equipos, se determinó en una tabla de cómputo general, de la siguiente manera:
- 1) Mayor cantidad de puntos
- 2) Mayor diferencia de goles a favor; en caso de igualdad;
- 3) Mayor cantidad de goles convertidos; en caso de igualdad;
- 4) Mayor cantidad de goles de visita marcados; en caso de igualdad;
- 5) Menor cantidad de tarjetas rojas recibidas; en caso de igualdad;
- 6) Menor cantidad de tarjetas amarillas recibidas; en caso de igualdad;
- 7) Sorteo.

En cuanto al campeón del torneo, se definió de acuerdo al siguiente sistema:
- A) Mayor cantidad de puntos obtenidos y, en caso de igualdad,
- B) Partido de definición en cancha neutral.

En caso de que la igualdad hubiere existido entre más de dos equipos, ésta se habría reducido a una definición entre dos clubes, de acuerdo al orden de clasificación de los equipos determinado anteriormente.

## Árbitros
Esta es la lista de todos los árbitros disponibles para dirigir partidos de este torneo. Enrique Osses se retiró de la actividad, para asumir la presidencia de la Comisión de Árbitros de la ANFP, en reemplazo del también exárbitro FIFA y exárbitro de la Primera División, Pablo Pozo, que ocupó ese cargo, en los últimos 4 años. Además, el árbitro de la Primera B, Christian Rojas, volvió a arbitrar en la Primera División, debido al retiro de Osses.
| Árbitros           | Edad    | Categoría |
| ------------------ | ------- | --------- |
| Cristián Andaur    | 46 años |           |
| Franco Arrué       | 47 años |           |
| Julio Bascuñán     | 47 años |           |
| César Deischler    | 48 años |           |
| Eduardo Gamboa     | 48 años |           |
| Francisco Gilabert | 43 años |           |
| Felipe González    | 45 años |           |
| Angelo Hermosilla  | 46 años |           |
| Piero Maza         | 40 años |           |
| Jorge Osorio       | 47 años |           |
| Patricio Polic     | 52 años |           |
| Claudio Puga       | 54 años |           |
| Christian Rojas    | 49 años |           |
| Roberto Tobar      | 47 años |           |
| Rafael Troncoso    | 48 años |           |
| Carlos Ulloa       | 49 años |           |

## Equipos participantes

### Equipos por región
| Deportes Iquique Deportes Antofagasta Cobresal San Luis Santiago Wanderers Everton Equipos de Santiago O'Higgins Huachipato U. de Concepción Deportes Temuco |

| Equipo                    | Región        | Comuna o ciudad          |
| ------------------------- | ------------- | ------------------------ |
| Deportes Iquique          | Tarapacá      | Iquique                  |
| Deportes Antofagasta      | Antofagasta   | Antofagasta              |
| Cobresal                  | Atacama       | El Salvador              |
| Everton                   | Valparaíso    | Viña del Mar             |
| San Luis de Quillota      | Valparaíso    | Quillota                 |
| Santiago Wanderers        | Valparaíso    | Valparaíso               |
| Audax Italiano            | Metropolitana | Santiago (La Florida)    |
| Colo-Colo                 | Metropolitana | Santiago (Macul)         |
| Palestino                 | Metropolitana | Santiago (La Cisterna)   |
| Unión Española            | Metropolitana | Santiago (Independencia) |
| Universidad Católica      | Metropolitana | Santiago (Las Condes)    |
| Universidad de Chile      | Metropolitana | Santiago (Nuñoa)         |
| O'Higgins                 | O'Higgins     | Rancagua                 |
| Huachipato                | Biobío        | Talcahuano               |
| Universidad de Concepción | Biobío        | Concepción               |
| Deportes Temuco           | Araucanía     | Temuco                   |

| Audax Italiano Universidad de Chile Colo-Colo Universidad Católica Unión Española Palestino |

## Relevos
| Pos   | a Primera División 2016-17 |
| ----- | -------------------------- |
| 1.º   | Deportes Temuco            |
| Prom. | Everton                    |

| Pos  | a Primera B 2016-17 |
| ---- | ------------------- |
| 15.º | San Marcos de Arica |
| 16.º | Unión La Calera     |

## Información de los equipos
| Equipo                    | Entrenador            | Estadio                          | Capacidad | Marca        | Patrocinador      |
| ------------------------- | --------------------- | -------------------------------- | --------- | ------------ | ----------------- |
| Audax Italiano            | Hugo Vilches          | Bicentenario de La Florida       | 12.000    | Macron       | Traverso          |
| Cobresal                  | Dalcio Giovagnoli     | El Cobre                         | 20.000    | Lotto        | PF                |
| Colo-Colo                 | Pablo Guede           | Monumental                       | 47.000    | Under Armour | DirecTV           |
| Deportes Antofagasta      | Fernando Vergara      | Regional Calvo y Bascuñán        | 21.000    | Cafu         | Escondida         |
| Deportes Iquique          | Jaime Vera            | Tierra de Campeones              | 12.000    | Rete         | UNAP              |
| Deportes Temuco           | Luis Landeros         | Bicentenario Germán Becker       | 18.500    | Joma         | Rosen             |
| Everton                   | Pablo Sánchez         | Sausalito                        | 23.500    | Pirma        | Viña del Mar      |
| Huachipato                | Miguel Ponce          | Huachipato-CAP Acero             | 10.500    | Mitre        |                   |
| O'Higgins                 | Cristián Arán         | El Teniente                      | 15.500    | New Balance  | VTR               |
| Palestino                 | Nicolás Córdova       | Municipal de La Cisterna         | 10.000    | Training     | Bank Of Palestine |
| San Luis                  | Miguel Ramírez        | Lucio Fariña Fernández           | 7.500     | Luanvi       | PF                |
| Santiago Wanderers        | Eduardo Espinel       | Elías Figueroa Brander           | 23.000    | Macron       | TPS               |
| Unión Española            | Martín Palermo        | Santa Laura Universidad-SEK      | 22.000    | Kappa        | Universidad SEK   |
| Universidad Católica      | Mario Salas           | San Carlos de Apoquindo          | 18.000    | Umbro        | DirecTV           |
| Universidad de Chile      | Víctor Hugo Castañeda | Nacional Julio Martínez Pradanos | 48.000    | Adidas       | Claro             |
| Universidad de Concepción | Francisco Bozán       | Alcaldesa Ester Roa Rebolledo    | 30.500    | KS7          | UdeC              |

#### Cambios de entrenadores
Los entrenadores interinos aparecen en cursiva.
| Equipo                    | Entrenador            | Fechas  |
| ------------------------- | --------------------- | ------- |
| Audax Italiano            | Jorge Pellicer        | 1 - 5   |
| Audax Italiano            | Hugo Vilches          | 6 - 15  |
| Everton                   | Héctor Tapia          | 1 - 6   |
| Everton                   | Pablo Sánchez         | 7 - 15  |
| Universidad de Chile      | Sebastián Becaccece   | 1 - 6   |
| Universidad de Chile      | Víctor Hugo Castañeda | 7 - 15  |
| Universidad de Concepción | Ronald Fuentes        | 1 - 10  |
| Universidad de Concepción | Francisco Bozán       | 11 - 15 |

## Clasificación
| Pos. | Equipo                    | Pts. | PJ | G | E | P | GF | GC | Dif. |  |
| ---- | ------------------------- | ---- | -- | - | - | - | -- | -- | ---- |  |
| 1    | Universidad Católica (C)  | 31   | 15 | 9 | 4 | 2 | 37 | 18 | +19  |  |
| 2    | Deportes Iquique          | 28   | 15 | 8 | 4 | 3 | 28 | 22 | +6   |  |
| 3    | Unión Española            | 27   | 15 | 8 | 3 | 4 | 27 | 20 | +7   |  |
| 4    | O'Higgins                 | 26   | 15 | 7 | 5 | 3 | 23 | 15 | +8   |  |
| 5    | Colo-Colo CC              | 23   | 15 | 6 | 5 | 4 | 26 | 20 | +6   |  |
| 6    | Palestino                 | 21   | 15 | 6 | 3 | 6 | 25 | 19 | +6   |  |
| 7    | Universidad de Chile      | 21   | 15 | 5 | 6 | 4 | 23 | 22 | +1   |  |
| 8    | San Luis de Quillota      | 21   | 15 | 6 | 3 | 6 | 21 | 22 | −1   |  |
| 9    | Deportes Antofagasta      | 19   | 15 | 5 | 4 | 6 | 17 | 22 | −5   |  |
| 10   | Huachipato                | 18   | 15 | 4 | 6 | 5 | 24 | 24 | 0    |  |
| 11   | Santiago Wanderers        | 18   | 15 | 5 | 3 | 7 | 13 | 20 | −7   |  |
| 12   | Deportes Temuco           | 16   | 15 | 5 | 1 | 9 | 15 | 21 | −6   |  |
| 13   | Cobresal                  | 16   | 15 | 4 | 4 | 7 | 14 | 21 | −7   |  |
| 14   | Everton                   | 15   | 15 | 3 | 6 | 6 | 22 | 28 | −6   |  |
| 15   | Audax Italiano            | 15   | 15 | 4 | 3 | 8 | 17 | 28 | −11  |  |
| 16   | Universidad de Concepción | 14   | 15 | 4 | 2 | 9 | 15 | 25 | −10  |  |

Actualizado a los partidos jugados el 10 de diciembre de 2016.
 Fuente: RSSSF
     Campeón. Clasifica a la Copa Libertadores.
     Clasifica a la Copa Libertadores.
     Clasifica a la Copa Sudamericana.

## Evolución de la tabla de posiciones
| Equipo / Fecha            | 01 | 02 | 03 | 04 | 05 | 06 | 07 | 08 | 09 | 10 | 11 | 12 | 13 | 14 | 15 |
| ------------------------- | -- | -- | -- | -- | -- | -- | -- | -- | -- | -- | -- | -- | -- | -- | -- |
| Universidad Católica      | 9  | 11 | 10 | 12 | 8  | 5  | 9  | 3  | 3  | 2  | 3  | 2  | 1  | 1  | 1  |
| Deportes Iquique          | 1  | 1  | 1  | 1  | 1  | 1  | 1  | 2  | 1  | 1  | 2  | 1  | 2  | 2  | 2  |
| Unión Española            | 4  | 2  | 2  | 3  | 3  | 6  | 2  | 1  | 2  | 3  | 1  | 3  | 4  | 3  | 3  |
| O'Higgins                 | 5  | 3  | 5  | 4  | 4  | 2  | 6  | 6  | 5  | 5  | 4  | 4  | 3  | 4  | 4  |
| Colo-Colo                 | 10 | 6  | 12 | 9  | 14 | 14 | 15 | 12 | 8  | 7  | 9  | 6  | 8  | 7  | 5  |
| Palestino                 | 11 | 8  | 8  | 8  | 6  | 9  | 13 | 13 | 6  | 8  | 6  | 9  | 5  | 5  | 6  |
| Universidad de Chile      | 13 | 12 | 7  | 5  | 5  | 10 | 7  | 10 | 12 | 11 | 10 | 8  | 9  | 8  | 7  |
| San Luis de Quillota      | 12 | 13 | 15 | 10 | 12 | 15 | 14 | 15 | 11 | 10 | 7  | 10 | 6  | 6  | 8  |
| Deportes Antofagasta      | 16 | 15 | 14 | 16 | 13 | 12 | 11 | 8  | 10 | 6  | 8  | 11 | 11 | 12 | 9  |
| Santiago Wanderers        | 6  | 4  | 3  | 2  | 2  | 3  | 5  | 4  | 7  | 9  | 12 | 5  | 7  | 9  | 10 |
| Huachipato                | 2  | 5  | 6  | 7  | 9  | 11 | 8  | 11 | 15 | 16 | 15 | 15 | 14 | 10 | 11 |
| Deportes Temuco           | 3  | 7  | 4  | 6  | 10 | 7  | 3  | 5  | 4  | 4  | 5  | 7  | 10 | 11 | 12 |
| Cobresal                  | 8  | 10 | 11 | 13 | 11 | 8  | 10 | 7  | 9  | 12 | 11 | 13 | 15 | 16 | 13 |
| Everton                   | 15 | 14 | 13 | 14 | 15 | 16 | 16 | 16 | 16 | 13 | 13 | 14 | 12 | 13 | 14 |
| Audax Italiano            | 14 | 16 | 16 | 15 | 16 | 13 | 12 | 14 | 14 | 15 | 14 | 12 | 13 | 14 | 15 |
| Universidad de Concepción | 7  | 9  | 9  | 11 | 7  | 4  | 6  | 9  | 13 | 14 | 16 | 16 | 16 | 15 | 16 |

## Resultados
| Fecha 1                   | Fecha 1   | Fecha 1              | Fecha 1                 | Fecha 1     | Fecha 1 |
| Local                     | Resultado | Visita               | Estadio                 | Fecha       | Hora    |
| ------------------------- | --------- | -------------------- | ----------------------- | ----------- | ------- |
| San Luis                  | 0-1       | O'Higgins            | Lucio Fariña            | 29 de julio | 20:00   |
| Santiago Wanderers        | 1-0       | Universidad de Chile | Elías Figueroa          | 30 de julio | 12:00   |
| Universidad Católica      | 1-1       | Cobresal             | San Carlos de Apoquindo | 30 de julio | 18:00   |
| Huachipato                | 3-1       | Audax Italiano       | Huachipato-CAP          | 30 de julio | 20:30   |
| Deportes Iquique          | 3-1       | Everton              | Alto Hospicio           | 31 de julio | 12:00   |
| Colo-Colo                 | 1-2       | Unión Española       | Monumental              | 31 de julio | 15:30   |
| Universidad de Concepción | 1-0       | Palestino            | Ester Roa               | 31 de julio | 18:00   |
| Deportes Antofagasta      | 0-2       | Deportes Temuco      | Calvo y Bascuñán        | 31 de julio | 20:30   |

| Fecha 2              | Fecha 2   | Fecha 2                   | Fecha 2       | Fecha 2     | Fecha 2 |
| Local                | Resultado | Visita                    | Estadio       | Fecha       | Hora    |
| -------------------- | --------- | ------------------------- | ------------- | ----------- | ------- |
| Cobresa              | 1-1       | Santiago Wanderers        | El Cobre      | 5 de agosto | 18:00   |
| O'Higgins            | 1-1       | Universidad Católica      | El Teniente   | 5 de agosto | 20:30   |
| Palestino            | 2-1       | Huachipato                | La Cisterna   | 6 de agosto | 12:00   |
| Universidad de Chile | 1-1       | Deportes Antofagasta      | Nacional      | 6 de agosto | 18:00   |
| Unión Española       | 3-0       | Universidad de Concepción | Santa Laura   | 6 de agosto | 20:30   |
| Deportes Temuco      | 1-3       | Deportes Iquique          | Germán Becker | 7 de agosto | 12:00   |
| Audax Italiano       | 0-2       | Colo-Colo                 | La Florida    | 7 de agosto | 15:30   |
| Everton              | 1-1       | San Luis                  | Sausalito     | 7 de agosto | 18:00   |

| Fecha 3                   | Fecha 3   | Fecha 3              | Fecha 3                 | Fecha 3      | Fecha 3 |
| Local                     | Resultado | Visita               | Estadio                 | Fecha        | Hora    |
| ------------------------- | --------- | -------------------- | ----------------------- | ------------ | ------- |
| Santiago Wanderers        | 2-0       | Audax Italiano       | Elías Figueroa          | 12 de agosto | 19:00   |
| Deportes Iquique          | 1-1       | O'Higgins            | Alto Hospicio           | 13 de agosto | 12:00   |
| San Luis                  | 2-4       | Universidad de Chile | Lucio Fariña            | 13 de agosto | 15:30   |
| Colo-Colo                 | 0-2       | Deportes Temuco      | Monumental              | 13 de agosto | 18:00   |
| Universidad de Concepción | 2-2       | Everton              | Ester Roa               | 13 de agosto | 20:30   |
| Deportes Antofagasta      | 0-0       | Cobresal             | Calvo y Bascuñán        | 14 de agosto | 12:00   |
| Huachipato                | 2-2       | Unión Española       | Huachipato-CAP          | 14 de agosto | 15:30   |
| Universidad Católica      | 1-1       | Palestino            | San Carlos de Apoquindo | 14 de agosto | 18:00   |

| Fecha 4              | Fecha 4   | Fecha 4                   | Fecha 4                 | Fecha 4      | Fecha 4 |
| Local                | Resultado | Visita                    | Estadio                 | Fecha        | Hora    |
| -------------------- | --------- | ------------------------- | ----------------------- | ------------ | ------- |
| Everton              | 1-1       | Unión Española            | Sausalito               | 19 de agosto | 19:30   |
| Cobresal             | 1-2       | Deportes Iquique          | El Cobre                | 20 de agosto | 12:00   |
| O'Higgins            | 1-0       | Deportes Temuco           | El Teniente             | 20 de agosto | 15:00   |
| Universidad de Chile | 3-1       | Universidad de Concepción | Nacional                | 20 de agosto | 17:30   |
| Palestino            | 3-4       | San Luis                  | La Cisterna             | 21 de agosto | 12:00   |
| Huachipato           | 2-2       | Colo-Colo                 | Huachipato-CAP          | 21 de agosto | 15:00   |
| Universidad Católica | 1-2       | Santiago Wanderers        | San Carlos de Apoquindo | 21 de agosto | 17:30   |
| Audax Italiano       | 1-0       | Deportes Antofagasta      | La Florida              | 21 de agosto | 20:00   |

| Fecha 5                   | Fecha 5   | Fecha 5              | Fecha 5        | Fecha 5      | Fecha 5 |
| Local                     | Resultado | Visita               | Estadio        | Fecha        | Hora    |
| ------------------------- | --------- | -------------------- | -------------- | ------------ | ------- |
| Colo-Colo                 | 0-2       | Deportes Iquique     | Monumental     | 26 de agosto | 19:00   |
| Universidad de Chile      | 0-3       | Universidad Católica | Nacional       | 27 de agosto | 12:00   |
| Deportes Temuco           | 1-2       | Cobresal             | Germán Becker  | 27 de agosto | 15:00   |
| Unión Española            | 1-1       | O'Higgins            | Santa Laura    | 27 de agosto | 20:00   |
| Santiago Wanderers        | 0-1       | Deportes Antofagasta | Elías Figueroa | 28 de agosto | 15:00   |
| Universidad de Concepción | 3-1       | Audax Italiano       | Ester Roa      | 28 de agosto | 17:30   |
| San Luis                  | 1-1       | Huachipato           | Lucio Fariña   | 28 de agosto | 20:00   |
| Everton                   | 1-2       | Palestino            | Sausalito      | 29 de agosto | 19:30   |

| Fecha 6              | Fecha 6   | Fecha 6                   | Fecha 6                 | Fecha 6          | Fecha 6 |
| Local                | Resultado | Visita                    | Estadio                 | Fecha            | Hora    |
| -------------------- | --------- | ------------------------- | ----------------------- | ---------------- | ------- |
| Universidad Católica | 3-1       | Everton                   | San Carlos de Apoquindo | 9 de septiembre  | 19:30   |
| Deportes Iquique     | 0-2       | Universidad de Concepción | Alto Hospicio           | 10 de septiembre | 12:00   |
| Palestino            | 0-0       | Santiago Wanderers        | La Cisterna             | 10 de septiembre | 15:00   |
| Deportes Temuco      | 2-0       | San Luis                  | Germán Becker           | 10 de septiembre | 17:30   |
| O'Higgins            | 2-0       | Huachipato                | El Teniente             | 11 de septiembre | 12:00   |
| Cobresal             | 2-0       | Universidad de Chile      | La Portada              | 11 de septiembre | 15:00   |
| Deportes Antofagasta | 2-2       | Colo-Colo                 | Calvo y Bascuñán        | 11 de septiembre | 17:30   |
| Audax Italiano       | 3-1       | Unión Española            | La Florida              | 12 de septiembre | 20:30   |

| Fecha 7                   | Fecha 7   | Fecha 7              | Fecha 7        | Fecha 7          | Fecha 7 |
| Local                     | Resultado | Visita               | Estadio        | Fecha            | Hora    |
| ------------------------- | --------- | -------------------- | -------------- | ---------------- | ------- |
| Huachipato                | 4-1       | Cobresal             | Huachipato-CAP | 23 de septiembre | 20:00   |
| Colo-Colo                 | 1-1       | Santiago Wanderers   | Monumental     | 24 de septiembre | 12:00   |
| Everton                   | 1-2       | Deportes Temuco      | Sausalito      | 24 de septiembre | 18:00   |
| Universidad de Concepción | 1-2       | Deportes Antofagasta | Ester Roa      | 24 de septiembre | 20:30   |
| San Luis                  | 2-0       | Universidad Católica | Lucio Fariña   | 25 de septiembre | 12:00   |
| O'Higgins                 | 1-2       | Audax Italiano       | El Teniente    | 25 de septiembre | 15:30   |
| Universidad de Chile      | 1-0       | Palestino            | Nacional       | 25 de septiembre | 18:00   |
| Unión Española            | 3-1       | Deportes Iquique     | Santa Laura    | 25 de septiembre | 20:30   |

| Fecha 8              | Fecha 8   | Fecha 8                   | Fecha 8                 | Fecha 8         | Fecha 8 |
| Local                | Resultado | Visita                    | Estadio                 | Fecha           | Hora    |
| -------------------- | --------- | ------------------------- | ----------------------- | --------------- | ------- |
| Deportes Antofagasta | 1-0       | San Luis                  | Calvo y Bascuñán        | 1 de octubre    | 12:00   |
| Cobresal             | 2-1       | O'Higgins                 | El Cobre                | 1 de octubre    | 15:00   |
| Universidad Católica | 2-1       | Huachipato                | San Carlos de Apoquindo | 1 de octubre    | 18:00   |
| Colo-Colo            | 2-0       | Universidad de Chile      | Monumental              | 2 de octubre    | 12:00   |
| Deportes Iquique     | 2-2       | Palestino                 | Cavancha                | 2 de octubre    | 15:00   |
| Deportes Temuco      | 1-2       | Unión Española            | Germán Becker           | 2 de octubre    | 17:30   |
| Audax Italiano       | 0-3       | Everton                   | La Florida              | 2 de octubre    | 20:00   |
| Santiago Wanderers   | 2-0       | Universidad de Concepción | Elías Figueroa          | 13 de noviembre | 17:00   |

| Fecha 9                   | Fecha 9   | Fecha 9              | Fecha 9        | Fecha 9       | Fecha 9 |
| Local                     | Resultado | Visita               | Estadio        | Fecha         | Hora    |
| ------------------------- | --------- | -------------------- | -------------- | ------------- | ------- |
| San Luis                  | 1-0       | Cobresal             | Lucio Fariña   | 14 de octubre | 20:00   |
| Palestino                 | 5-1       | Deportes Antofagasta | La Cisterna    | 15 de octubre | 12:00   |
| Santiago Wanderers        | 0-1       | Everton              | Elías Figueroa | 15 de octubre | 14:30   |
| Huachipato                | 1-2       | Deportes Iquique     | Huachipato-CAP | 15 de octubre | 17:00   |
| Unión Española            | 3-4       | Universidad Católica | Santa Laura    | 15 de octubre | 19:30   |
| Audax Italiano            | 1-1       | Deportes Temuco      | La Florida     | 15 de octubre | 22:00   |
| Universidad de Concepción | 0-2       | Colo-Colo            | Ester Roa      | 16 de octubre | 15:30   |
| Universidad de Chile      | 0-0       | O'Higgins            | Nacional       | 16 de octubre | 18:00   |

| Fecha 10             | Fecha 10  | Fecha 10                  | Fecha 10                | Fecha 10      | Fecha 10 |
| Local                | Resultado | Visita                    | Estadio                 | Fecha         | Hora     |
| -------------------- | --------- | ------------------------- | ----------------------- | ------------- | -------- |
| Deportes Iquique     | 3-0       | Santiago Wanderers        | Cavancha                | 29 de octubre | 12:00    |
| Cobresal             | 0-2       | Unión Española            | El Cobre                | 29 de octubre | 15:30    |
| Universidad Católica | 4-1       | Audax Italiano            | San Carlos de Apoquindo | 29 de octubre | 18:00    |
| Everton              | 2-2       | Universidad de Chile      | Sausalito               | 30 de octubre | 12:00    |
| Deportes Antofagasta | 3-0       | Huachipato                | Calvo y Bascuñán        | 30 de octubre | 15:30    |
| Colo-Colo            | 3-3       | San Luis                  | Monumental              | 30 de octubre | 18:00    |
| Deportes Temuco      | 1-0       | Universidad de Concepción | Germán Becker           | 30 de octubre | 20:30    |
| O'Higgins            | 3-2       | Palestino                 | El Teniente             | 31 de octubre | 15:30    |

| Fecha 11             | Fecha 11  | Fecha 11                  | Fecha 11                | Fecha 11       | Fecha 11 |
| Local                | Resultado | Visita                    | Estadio                 | Fecha          | Hora     |
| -------------------- | --------- | ------------------------- | ----------------------- | -------------- | -------- |
| Santiago Wanderers   | 0-2       | Unión Española            | Elías Figueroa          | 5 de noviembre | 12:00    |
| Cobresal             | 1-1       | Audax Italiano            | El Cobre                | 5 de noviembre | 15:30    |
| O'Higgins            | 3-1       | Deportes Antofagasta      | El Teniente             | 5 de noviembre | 18:00    |
| Universidad de Chile | 2-2       | Deportes Iquique          | Nacional                | 5 de noviembre | 20:30    |
| Universidad Católica | 2-2       | Colo-Colo                 | San Carlos de Apoquindo | 6 de noviembre | 12:00    |
| Palestino            | 2-0       | Deportes Temuco           | La Cisterna             | 6 de noviembre | 15:30    |
| San Luis             | 2-0       | Universidad de Concepción | Lucio Fariña            | 6 de noviembre | 18:00    |
| Huachipato           | 2-2       | Everton                   | Huachipato-CAP          | 6 de noviembre | 20:30    |

| Fecha 12                  | Fecha 12  | Fecha 12             | Fecha 12         | Fecha 12        | Fecha 12 |
| Local                     | Resultado | Visita               | Estadio          | Fecha           | Hora     |
| ------------------------- | --------- | -------------------- | ---------------- | --------------- | -------- |
| Colo-Colo                 | 3-0       | Cobresal             | Monumental       | 18 de noviembre | 20:00    |
| Deportes Iquique          | 3-1       | San Luis             | Cavancha         | 19 de noviembre | 12:00    |
| Everton                   | 2-2       | O'Higgins            | Sausalito        | 19 de noviembre | 15:30    |
| Unión Española            | 2-3       | Universidad de Chile | Santa Laura      | 19 de noviembre | 18:00    |
| Universidad de Concepción | 2-2       | Huachipato           | Ester Roa        | 19 de noviembre | 20:30    |
| Deportes Temuco           | 2-3       | Santiago Wanderers   | Germán Becker    | 20 de noviembre | 12:00    |
| Deportes Antofagasta      | 1-5       | Universidad Católica | Calvo y Bascuñán | 20 de noviembre | 15:30    |
| Audax Italiano            | 2-1       | Palestino            | La Florida       | 20 de noviembre | 18:00    |

| Fecha 13             | Fecha 13  | Fecha 13                  | Fecha 13                | Fecha 13        | Fecha 13 |
| Local                | Resultado | Visita                    | Estadio                 | Fecha           | Hora     |
| -------------------- | --------- | ------------------------- | ----------------------- | --------------- | -------- |
| Huachipato           | 1-0       | Deportes Temuco           | Huachipato-CAP          | 25 de noviembre | 20:00    |
| Everton              | 2-1       | Cobresal                  | Sausalito               | 26 de noviembre | 15:00    |
| O'Higgins            | 1-0       | Colo-Colo                 | El Teniente             | 26 de noviembre | 17:30    |
| Universidad Católica | 2-0       | Universidad de Concepción | San Carlos de Apoquindo | 26 de noviembre | 20:00    |
| Deportes Antofagasta | 0-0       | Deportes Iquique          | Calvo y Bascuñán        | 27 de noviembre | 15:00    |
| San Luis             | 2-1       | Santiago Wanderers        | Lucio Fariña            | 27 de noviembre | 17:30    |
| Universidad de Chile | 2-2       | Audax Italiano            | Nacional                | 27 de noviembre | 20:00    |
| Palestino            | 2-0       | Unión Española            | La Cisterna             | 28 de noviembre | 17:00    |

| Fecha 14                  | Fecha 14  | Fecha 14             | Fecha 14       | Fecha 14       | Fecha 14 |
| Local                     | Resultado | Visita               | Estadio        | Fecha          | Hora     |
| ------------------------- | --------- | -------------------- | -------------- | -------------- | -------- |
| Santiago Wanderers        | 0-2       | Huachipato           | Elías Figueroa | 1 de diciembre | 19:00    |
| Cobresal                  | 0-2       | Palestino            | El Cobre       | 3 de diciembre | 15:30    |
| Deportes Temuco           | 0-3       | Universidad de Chile | Germán Becker  | 4 de diciembre | 12:00    |
| Universidad de Concepción | 3-1       | O'Higgins            | Ester Roa      | 4 de diciembre | 17:00    |
| Unión Española            | 2-1       | Deportes Antofagasta | Santa Laura    | 4 de diciembre | 17:00    |
| Deportes Iquique          | 2-6       | Universidad Católica | Cavancha       | 4 de diciembre | 17:00    |
| Colo-Colo                 | 4-2       | Everton              | Monumental     | 4 de diciembre | 20:00    |
| Audax Italiano            | 1-2       | San Luis             | La Florida     | 4 de diciembre | 20:00    |

| Fecha 15             | Fecha 15  | Fecha 15                  | Fecha 15      | Fecha 15        | Fecha 15 |
| Local                | Resultado | Visita                    | Estadio       | Fecha           | Hora     |
| -------------------- | --------- | ------------------------- | ------------- | --------------- | -------- |
| Palestino            | 1-2       | Colo-Colo                 | Ester Roa     | 8 de diciembre  | 15:00    |
| Deportes Temuco      | 0-2       | Universidad Católica (C)  | Germán Becker | 8 de diciembre  | 18:00    |
| Audax Italiano       | 1-2       | Deportes Iquique          | La Florida    | 8 de diciembre  | 18:00    |
| O'Higgins            | 4-0       | Santiago Wanderers        | El Teniente   | 8 de diciembre  | 18:00    |
| Unión Española       | 1-0       | San Luis                  | Santa Laura   | 8 de diciembre  | 18:00    |
| Cobresal             | 2-0       | Universidad de Concepción | El Cobre      | 9 de diciembre  | 15:30    |
| Universidad de Chile | 2-2       | Huachipato                | Nacional      | 9 de diciembre  | 20:00    |
| Everton              | 0-3       | Deportes Antofagasta      | Sausalito     | 10 de diciembre | 19:30    |

## Campeón
| Huemul de plata                          |
| Campeón Universidad Católica 12.º título |

## Definición Pre-Libertadores 2016
El partido lo jugará Colo-Colo, como subcampeón del Torneo de Clausura 2016, y el equipo que resulte subcampeón del Torneo de Apertura 2016. 
Pero Colo-Colo se coronó campeón de la Copa Chile MTS 2016, por lo que su cupo en este desempate, será inmediatamente ocupado por O'Higgins, que terminó 3º en el Torneo de Clausura 2016.
Unión Española aseguró su participación en este duelo, luego de quedar 3º en el Torneo de Apertura 2016.
|  | Unión Española | 1-1 (4-2) Archivado el 22 de diciembre de 2017 en Wayback Machine. | O'Higgins |  | Nacional | Patricio Polic | 17 de diciembre | 19:00 | CDF HD |

## Copa Libertadores
| Equipo           | Clasificado | Vía                                       |
| ---------------- | ----------- | ----------------------------------------- |
| Deportes Iquique | Chile 2     | 2.º de la Liga                            |
| Colo-Colo        | Chile 3     | Campeón de la Copa Chile 2016             |
| Unión Española   | Chile 4     | Ganador de la Definición Pre-Libertadores |

## Copa Sudamericana
| Equipo               | Clasificado | Vía                                        |
| -------------------- | ----------- | ------------------------------------------ |
| O'Higgins            | Chile 1     | Perdedor de la Definición Pre-Libertadores |
| Palestino            | Chile 2     | 6.º de la Liga                             |
| Universidad de Chile | Chile 3     | 7.º de la Liga                             |
| Everton              | Chile 4     | Subcampeón de la Copa Chile 2016           |

## Estadísticas

### Goleadores
Actualizado el 10 de diciembre de 2016.
| Top 10               | Top 10               | Top 10 |
| Jugador              | Equipo               | Goles  |
| -------------------- | -------------------- | ------ |
| Nicolás Castillo     | Universidad Católica | 13     |
| Esteban Paredes      | Colo-Colo            | 10     |
| Leandro Benegas      | Palestino            | 10     |
| Diego Churín         | Unión Española       | 10     |
| Cristian Insaurralde | O'Higgins            | 8      |
| Carlos Salom         | Unión Española       | 8      |
| Diego Buonanotte     | Universidad Católica | 8      |
| Gastón Fernández     | Universidad de Chile | 7      |
| Carlos González      | Huachipato           | 6      |
| Ángelo Sagal         | Huachipato           | 6      |

| Tabla de goleadores completa | Tabla de goleadores completa | Tabla de goleadores completa |
| Jugador                      | Equipo                       | Goles                        |
| ---------------------------- | ---------------------------- | ---------------------------- |
| Leonardo Valencia            | Palestino                    | 6                            |
| Javier Parraguez             | Santiago Wanderers           | 6                            |
| Ever Cantero                 | Cobresal                     | 5                            |
| Martín Rodríguez             | Colo-Colo                    | 5                            |
| Flavio Ciampichetti          | Deportes Antofagasta         | 5                            |
| Álvaro Ramos                 | Deportes Iquique             | 5                            |
| Felipe Mora                  | Universidad de Chile         | 5                            |
| Bryan Carrasco               | Audax Italiano               | 4                            |
| Gonzalo Bustamante           | Deportes Iquique             | 4                            |
| Mathías Riquero              | Deportes Iquique             | 4                            |
| Diego Torres                 | Deportes Iquique             | 4                            |
| Maximiliano Cerato           | Everton                      | 4                            |
| Braian Rodríguez             | Everton                      | 4                            |
| Leonardo Povea               | Huachipato                   | 4                            |
| Pablo Calandria              | O'Higgins                    | 4                            |
| Jonathan Zacaría             | Universidad de Chile         | 4                            |
| Juan Cornejo                 | Audax Italiano               | 3                            |
| Marcos Riquelme              | Audax Italiano               | 3                            |
| Octavio Rivero               | Colo-Colo                    | 3                            |
| Rafael Caroca                | Deportes Iquique             | 3                            |
| Lucas Campana                | Deportes Temuco              | 3                            |
| Cris Martínez                | Deportes Temuco              | 3                            |
| Gastón Lezcano               | O'Higgins                    | 3                            |
| Carlos Escobar               | San Luis                     | 3                            |
| Alejandro Fiorina            | San Luis                     | 3                            |
| Gerson Martínez              | San Luis                     | 3                            |
| Gastón Sirino                | San Luis                     | 3                            |
| Daniel Vicencio              | San Luis                     | 3                            |
| David Terans                 | Santiago Wanderers           | 3                            |
| César Pinares                | Unión Española               | 3                            |
| José Pedro Fuenzalida        | Universidad Católica         | 3                            |
| Enzo Kalinski                | Universidad Católica         | 3                            |
| Ricardo Noir                 | Universidad Católica         | 3                            |
| Fernando Manríquez           | Universidad de Concepción    | 3                            |
| Jean Meneses                 | Universidad de Concepción    | 3                            |
| Camilo Melivilú              | Audax Italiano               | 2                            |
| Sergio Santos                | Audax Italiano               | 2                            |
| Víctor Hugo Sarabia          | Cobresal                     | 2                            |
| Brayan Véjar                 | Colo-Colo                    | 2                            |
| Andrés Vilches               | Colo-Colo                    | 2                            |
| Augusto Barrios              | Deportes Antofagasta         | 2                            |
| Cristián Canío               | Deportes Temuco              | 2                            |
| Orlando Gutiérrez            | Deportes Temuco              | 2                            |
| Sergio López                 | Deportes Temuco              | 2                            |
| Rodrigo Echeverría           | Everton                      | 2                            |
| Jorge Romo                   | Everton                      | 2                            |
| Cristián Suárez              | Everton                      | 2                            |
| Sebastián Varas              | Everton                      | 2                            |
| Juan Ignacio Duma            | Huachipato                   | 2                            |
| Claudio Sepúlveda            | Huachipato                   | 2                            |
| Alejandro Márquez            | O'Higgins                    | 2                            |
| Pedro Muñoz                  | O'Higgins                    | 2                            |
| Diego Rosende                | Palestino                    | 2                            |
| Diego Silva                  | San Luis                     | 2                            |
| Pablo Galdames               | Unión Española               | 2                            |
| Sebastián Jaime              | Universidad Católica         | 2                            |
| Germán Lanaro                | Universidad Católica         | 2                            |
| Sebastián Martínez           | Universidad de Chile         | 2                            |
| Matías Rodríguez             | Universidad de Chile         | 2                            |
| Alejandro Camargo            | Universidad de Concepción    | 2                            |
| René Meléndez                | Audax Italiano               | 1                            |
| Sebastián Silva Pérez        | Audax Italiano               | 1                            |
| Diego Vallejos               | Audax Italiano               | 1                            |
| Ronaldo Abarca               | Cobresal                     | 1                            |
| Miguel Escalona              | Cobresal                     | 1                            |
| Lino Maldonado               | Cobresal                     | 1                            |
| Fabián Núñez                 | Cobresal                     | 1                            |
| Flavio Rojas                 | Cobresal                     | 1                            |
| Francisco Sánchez            | Cobresal                     | 1                            |
| Iván Sandoval                | Cobresal                     | 1                            |
| Julio Barroso                | Colo-Colo                    | 1                            |
| Ramón Fernández              | Colo-Colo                    | 1                            |
| Iván Morales                 | Colo-Colo                    | 1                            |
| Matías Zaldivia              | Colo-Colo                    | 1                            |
| Tomás Asta-Buruaga           | Deportes Antofagasta         | 1                            |
| Pablo Corral                 | Deportes Antofagasta         | 1                            |
| Alejandro Delfino            | Deportes Antofagasta         | 1                            |
| Hugo Droguett                | Deportes Antofagasta         | 1                            |
| Ronald González              | Deportes Antofagasta         | 1                            |
| Kevin Harbottle              | Deportes Antofagasta         | 1                            |
| Claudio Muñoz                | Deportes Antofagasta         | 1                            |
| Cristián Rojas               | Deportes Antofagasta         | 1                            |
| Óscar Salinas                | Deportes Antofagasta         | 1                            |
| Gabriel Sandoval             | Deportes Antofagasta         | 1                            |
| Tomás Charles                | Deportes Iquique             | 1                            |
| Misael Cubillos              | Deportes Iquique             | 1                            |
| Misael Dávila                | Deportes Iquique             | 1                            |
| Enzo Guerrero                | Deportes Iquique             | 1                            |
| Hernán Lopes                 | Deportes Iquique             | 1                            |
| Manuel Villalobos            | Deportes Iquique             | 1                            |
| Matías Donoso                | Deportes Temuco              | 1                            |
| Matías Navarrete             | Deportes Temuco              | 1                            |
| Steven Almeida               | Everton                      | 1                            |
| Sebastián Leyton             | Everton                      | 1                            |
| Diego Rojas                  | Everton                      | 1                            |
| José Bizama                  | Huachipato                   | 1                            |
| Víctor Dávila                | Huachipato                   | 1                            |
| Omar Merlo                   | Huachipato                   | 1                            |
| Martín Molini                | Huachipato                   | 1                            |
| Gonzalo Barriga              | O'Higgins                    | 1                            |
| Marco Medel                  | O'Higgins                    | 1                            |
| Leandro Sosa                 | O'Higgins                    | 1                            |
| Agustín Farías               | Palestino                    | 1                            |
| Richard Paredes              | Palestino                    | 1                            |
| Francisco Sierralta          | Palestino                    | 1                            |
| Diego Torres                 | Palestino                    | 1                            |
| Mathias Vidangossy           | Palestino                    | 1                            |
| Johan Fuentes                | San Luis                     | 1                            |
| Jaime Grondona               | San Luis                     | 1                            |
| Víctor Morales Reyes         | San Luis                     | 1                            |
| Jonathan Charquero           | Santiago Wanderers           | 1                            |
| Rubén Farfán                 | Santiago Wanderers           | 1                            |
| Luis García                  | Santiago Wanderers           | 1                            |
| Jorge Ampuero                | Unión Española               | 1                            |
| Lucas Domínguez              | Unión Española               | 1                            |
| Adrián Scifo                 | Unión Española               | 1                            |
| José Luis Sierra Cabrera     | Unión Española               | 1                            |
| Guillermo Maripán            | Universidad Católica         | 1                            |
| Alfonso Parot                | Universidad Católica         | 1                            |
| Mario Briceño                | Universidad de Chile         | 1                            |
| Alejandro Contreras          | Universidad de Chile         | 1                            |
| Juan Leiva                   | Universidad de Chile         | 1                            |
| Francisco Alarcón            | Universidad de Concepción    | 1                            |
| Héctor Berríos               | Universidad de Concepción    | 1                            |
| Matías Conti                 | Universidad de Concepción    | 1                            |
| Michael Lepe                 | Universidad de Concepción    | 1                            |
| Guillermo Pacheco            | Universidad de Concepción    | 1                            |
| Renato Tarifeño              | Universidad de Concepción    | 1                            |
| Jorge Troncoso               | Universidad de Concepción    | 1                            |

     Máximo goleador del campeonato.

### Asistencias
Actualizado el 8 de diciembre de 2016.
| Top 10                | Top 10               | Top 10 |
| Jugador               | Equipo               | Goles  |
| --------------------- | -------------------- | ------ |
| Nicolás Castillo      | Universidad Católica | 8      |
| José Pedro Fuenzalida | Universidad Católica | 6      |
| César Valenzuela      | Huachipato           | 6      |
| Álvaro Ramos          | Deportes Iquique     | 5      |
| Óscar Salinas         | Deportes Antofagasta | 4      |
| Gonzalo Bustamante    | Deportes Iquique     | 4      |
| Carlos Salom          | Unión Española       | 4      |
| Pablo Galdames        | Unión Española       | 4      |

     Máximo asistidor del campeonato.

#### Tripletas, pókers o manos
Aquí se encuentra la lista de tripletas o hat-tricks, póker de goles y manos (en general, tres o más goles anotados por un jugador en un mismo encuentro) convertidos en la temporada.
| Fecha      | Jugador          | Goles                 | Local            | Resultado | Visitante                 | Jornada |
| ---------- | ---------------- | --------------------- | ---------------- | --------- | ------------------------- | ------- |
| 6/8/2016   | Diego Churín     | 5' · 64' · 80'        | Unión Española   | 3 - 0     | Universidad de Concepción | 2       |
| 15/10/2016 | Leandro Benegas  | 9' · 33' · 73'        | Palestino        | 5 - 1     | Deportes Antofagasta      | 9       |
| 30/10/2016 | Esteban Paredes  | 51' · 73' · 81'       | Colo-Colo        | 3 - 3     | San Luis                  | 10      |
| 20/11/2016 | Javier Parraguez | 1' · 50' · 58'        | Deportes Temuco  | 2 - 3     | Santiago Wanderers        | 12      |
| 4/12/2016  | Nicolás Castillo | 10' · 48' · 68' · 83' | Deportes Iquique | 2 - 6     | Universidad Católica      | 14      |

## Minutos disputados por juveniles
- El reglamento del Campeonato Nacional de Apertura Scotiabank de la Primera División Temporada 2016-17, señala en su artículo 34 inciso 3, que “en todos los partidos del campeonato, deberán incluir en la planilla de juego, a lo menos dos jugadores chilenos, nacidos a partir del 01 de enero de 1996”. Está obligación, también se extiende a la Copa Chile MTS y a los torneos de la Primera B y la Segunda División Profesional.

- En la sumatoria de todos los partidos del campeonato nacional, separando el Apertura del Clausura, cada club deberá hacer jugar a lo menos, el equivalente al cincuenta por ciento (50%), de los minutos que dispute el club en el respectivo campeonato, sean estos de fase regular o postemporada a jugadores chilenos, nacidos a partir del 1 de enero de 1996. Para los efectos de la sumatoria, el límite a contabilizar por partido será de 90 minutos, según lo que consigne el árbitro en su planilla de juego”, apunta el reglamento. O sea, durante 675 minutos del certamen, los DT deberán tener en cancha a un juvenil.

- Los equipos que no cumplan con esta normativa, sufrirán la pérdida de puntos, más una multa de quinientas unidades de fomento (500UF), las cuales se descontarán tanto de la tabla de la fase regular de cada rueda, como en la tabla general acumulada. Si el cumplimiento de los minutos alcanza entre el 40,1 al 45 % de los minutos, el descuento será de seis puntos de pérdida y si el cumplimiento alcanza al 40 % o menos de los minutos, el descuento será de nueve puntos.

| Audax Italiano                                | 675 | 869  | 0 | 128.7% |
| Cobresal                                      | 675 | 685  | 0 | 101.4% |
| Colo-Colo                                     | 675 | 1085 | 0 | 160.7% |
| Deportes Antofagasta                          | 675 | 806  | 0 | 119.4% |
| Deportes Iquique                              | 675 | 869  | 0 | 128.7% |
| Deportes Temuco                               | 675 | 1258 | 0 | 186.3% |
| Everton                                       | 675 | 1185 | 0 | 175.5% |
| Huachipato                                    | 675 | 1295 | 0 | 191.8% |
| O'Higgins                                     | 675 | 1222 | 0 | 181%   |
| Palestino                                     | 675 | 904  | 0 | 133.9% |
| San Luis                                      | 675 | 824  | 0 | 122.1% |
| Santiago Wanderers                            | 675 | 1350 | 0 | 200%   |
| Unión Española                                | 675 | 1148 | 0 | 170.1% |
| Universidad Católica                          | 675 | 723  | 0 | 107.1% |
| Universidad de Chile                          | 675 | 696  | 0 | 103%   |
| Universidad de Concepción                     | 675 | 903  | 0 | 133.7% |
| Última actualización: 10 de diciembre de 2016 |     |      |   |        |

     Cumplieron con el reglamento.

     No cumplieron con el reglamento. Incurre en la pérdida de 3 puntos, más una multa de 500 UF.

## Datos y otras estadísticas
Fecha de actualización: 8 de diciembre de 2016

### Récords de goles
- Primer gol del torneo: anotado por Pedro Muñoz, por O'Higgins ante San Luis de Quillota. (29 de julio).
- Último gol del torneo: anotado por Flavio Ciampichetti, por Deportes Antofagasta ante Everton. (10 de diciembre)
- Goles más rápidos: anotados en el minuto 1 por Johan Fuentes en el Palestino 3 - 4 San Luis de Quillota (Fecha 4), por Javier Parraguez en el Deportes Temuco 2 - 3 Santiago Wanderers (Fecha 12) y por Marcos Riquelme en el Audax Italiano 1 - 2 Deportes Iquique (Fecha 15).
- Gol más cercano al final del encuentro: anotado en el minuto 95 por Alejandro Camargo en el Universidad de Concepción 3 - 1 O'Higgins (Fecha 14).
- Mayor número de goles marcados en un partido: 8 goles. 
  - Deportes Iquique 2 - 6 Universidad Católica. (Fecha 14).
- Mayor victoria de local:
  - Palestino 5 - 1 Deportes Antofagasta. (Fecha 9).
- Mayor victoria de visita:
  - Deportes Iquique 2 - 6 Universidad Católica. (Fecha 14).

### Rachas de equipos
- Racha más larga de victorias: de 4 partidos.
  - Universidad Católica (Fecha 12 – 15).
- Racha más larga de partidos sin perder: de 8 partidos.
  - Universidad Católica (Fecha 8 – 15).
- Racha más larga de derrotas: de 5 partidos.
  - Deportes Temuco (Fecha 11 – 15).
  - Universidad de Concepción (Fecha 7 – 11).
- Racha más larga de partidos sin ganar: de 7 partidos.
  - Everton (Fecha 1 – 7).
  - Universidad de Concepción (Fecha 7 – 13).

## Asistencia en los estadios
Fecha de actualización: 9 de diciembre de 2016

### 20 partidos con mejor asistencia
| Fecha | Estadio                          | Ciudad/Comuna         | Local                     | Visita                    | Público |
| ----- | -------------------------------- | --------------------- | ------------------------- | ------------------------- | ------- |
| 12    | Nacional Julio Martínez Prádanos | Ñuñoa (Santiago)      | Universidad de Chile      | Deportes Iquique          | 44.789  |
| 6     | Nacional Julio Martínez Prádanos | Ñuñoa (Santiago)      | Universidad de Chile      | Universidad Católica      | 43.128  |
| 5     | Nacional Julio Martínez Prádanos | Ñuñoa (Santiago)      | Universidad de Chile      | Universidad de Concepción | 39.927  |
| 9     | Monumental                       | Macul (Santiago)      | Colo-Colo                 | Universidad de Chile      | 39.612  |
| 4     | Monumental                       | Macul (Santiago)      | Colo-Colo                 | Deportes Temuco           | 29.214  |
| 2     | Monumental                       | Macul (Santiago)      | Colo-Colo                 | Unión Española            | 29.200  |
| 10    | Nacional Julio Martínez Prádanos | Ñuñoa (Santiago)      | Universidad de Chile      | O'Higgins                 | 27.206  |
| 3     | Nacional Julio Martínez Prádanos | Ñuñoa (Santiago)      | Universidad de Chile      | Deportes Antofagasta      | 26.021  |
| 14    | Nacional Julio Martínez Prádanos | Ñuñoa (Santiago)      | Universidad de Chile      | Audax Italiano            | 22.674  |
| 8     | Nacional Julio Martínez Prádanos | Ñuñoa (Santiago)      | Universidad de Chile      | Palestino                 | 21.601  |
| 11    | Monumental                       | Macul (Santiago)      | Colo-Colo                 | San Luis                  | 19.895  |
| 6     | Monumental                       | Macul (Santiago)      | Colo-Colo                 | Deportes Iquique          | 18.520  |
| 1     | Nacional Julio Martínez Prádanos | Ñuñoa (Santiago)      | Universidad de Chile      | Huachipato                | 14.797  |
| 1     | Bicentenario Germán Becker       | Temuco                | Deportes Temuco           | Universidad Católica      | 14.589  |
| 8     | Monumental                       | Macul (Santiago)      | Colo-Colo                 | Santiago Wanderers        | 13.637  |
| 15    | Bicentenario Germán Becker       | Temuco                | Deportes Temuco           | Universidad de Chile      | 12.930  |
| 13    | Monumental                       | Macul (Santiago)      | Colo-Colo                 | Cobresal                  | 12.568  |
| 10    | Alcaldesa Ester Roa Rebolledo    | Concepción            | Universidad de Concepción | Colo-Colo                 | 12.177  |
| 2     | San Carlos de Apoquindo          | Las Condes (Santiago) | Universidad Católica      | Cobresal                  | 11.394  |
| 12    | San Carlos de Apoquindo          | Las Condes (Santiago) | Universidad Católica      | Colo-Colo                 | 11.057  |

### Promedio de asistencia por equipos
| #  | Club                      | Promedio | Partidos de local | Estadio |
| -- | ------------------------- | -------- | ----------------- | --- |
| 1  | Universidad de Chile      | 30.018   | 8                 | Nacional Julio Martínez Prádanos (Ñuñoa, Gran Santiago)                                                      |
| 2  | Colo-Colo                 | 21.512   | 8                 | Monumental (Macul, Gran Santiago)                                                                            |
| 3  | Universidad Católica      | 9.729    | 8                 | San Carlos de Apoquindo (Las Condes, Gran Santiago)                                                          |
| 4  | Deportes Temuco           | 8.928    | 8                 | Germán Becker (Temuco)                                                                                       |
| 5  | O'Higgins                 | 6.411    | 8                 | El Teniente (Rancagua)                                                                                       |
| 6  | Santiago Wanderers        | 5.437    | 7                 | Elías Figueroa Brander (Valparaíso)                                                                          |
| 7  | Everton                   | 4.956    | 8                 | Sausalito (Viña del Mar)                                                                                     |
| 8  | Unión Española            | 4.066    | 7                 | Santa Laura Universidad-SEK (Independencia, Gran Santiago)                                                   |
| 9  | Universidad de Concepción | 3.243    | 7                 | Alcaldesa Ester Roa Rebolledo (Concepción)                                                                   |
| 10 | Deportes Antofagasta      | 3.223    | 7                 | Bicentenario Calvo y Bascuñán (Antofagasta)                                                                  |
| 11 | San Luis                  | 3.202    | 7                 | Lucio Fariña Fernández (Quillota)                                                                            |
| 12 | Audax Italiano            | 2.659    | 8                 | Bicentenario de La Florida (La Florida, Gran Santiago)                                                       |
| 13 | Palestino                 | 1.795    | 7                 | La Cisterna (La Cisterna, Gran Santiago) (6 partidos) Alcaldesa Ester Roa Rebolledo (Concepción) (1 partido) |
| 14 | Huachipato                | 1.718    | 7                 | Huachipato-CAP Acero (Talcahuano)                                                                            |
| 15 | Deportes Iquique          | 1.715    | 7                 | Municipal de Alto Hospicio (Alto Hospicio) (3 partidos) Municipal de Cavancha (Iquique) (4 partidos)         |
| 16 | Cobresal                  | 1.042    | 8                 | El Cobre (El Salvador) (7 partidos) La Portada (La Serena) (1 partido)                                       |